# Orchistoma agariciforme
Orchistoma agariciforme is een hydroïdpoliep uit de familie Orchistomidae. De poliep komt uit het geslacht Orchistoma. Orchistoma agariciforme werd in 1884 voor het eerst wetenschappelijk beschreven door Keller. 